# Dacnis venusta
El dacnis muslirrojo (Dacnis venusta), también denominado mielero de muslos rojos, dacnis negriazul (en Colombia), dacnis azul y negro (en Colombia), mielero celeste y negro (en Costa Rica) o dacnis musliescarlata (en Ecuador y Panamá), es una especie de ave paseriforme de la familia Thraupidae, perteneciente al  género Dacnis. Es nativo del este de América Central y noroeste de América del Sur.

## Distribución y hábitat
Se distribuye desde el norte de Costa Rica, hacia el este por ambas pendientes, tanto caribeña como del Pacífico, por el noroeste y oeste de Colombia, por la pendiente del Pacífico, hasta el noroeste de Ecuador (Pichincha).
Esta especie es considerada poco común en sus hábitats naturales: el dosel y los bordes de bosques húmedos de tierras bajas y en claros con árboles dispersos, entre 200 y 700 m de altitud. Hasta los 1500 m en Costa Rica.

## Descripción
En promedio mide 12 cm de longitud y pesa 16 g. Presenta dimorfismo sexual acentuado. Iris de color rojo brillante en el macho, rojo más opaco en la hembra. El macho presenta plumaje azul turquesa brillante en la corona, nuca, los lados de la cabeza y el cuello, los hombros el centro de la espalda y la grupa; la frente, las áreas loreal y orbital, las alas y cola de color negro; la garganta, la parte inferior y lados de la espalda color negro verdoso; los muslos rojo escarlata.
La hembra es verde azulado fusco en las partes superiores, más brillante a los lados del cuello y el área malar y más opaco en los lados de la espalda; el color se torna turquesa en la rabadilla. El área loreal, alas y cola son fuscas, y la garganta es gris. El pecho, costado y flancos son oliva grisáceos, con matices azules en el pecho; el vientre y las coberteras infracaudales son de color amarillo anteado; los muslos son canela anaranjado.

## Alimentación
Se alimentan de bayas y semillas ariladas, así como también de insectos del follaje.

## Reproducción
Construye a 12 a 15 m de altura del suelo, un nido en forma de tazón o hamaca, poco profundo, colgado entre dos ramas delgadas. Es construido de raicillas, zarcillos y raíces delgadas de helechos y cubierto por debajo con trozos de helecho verde.

## Sistemática

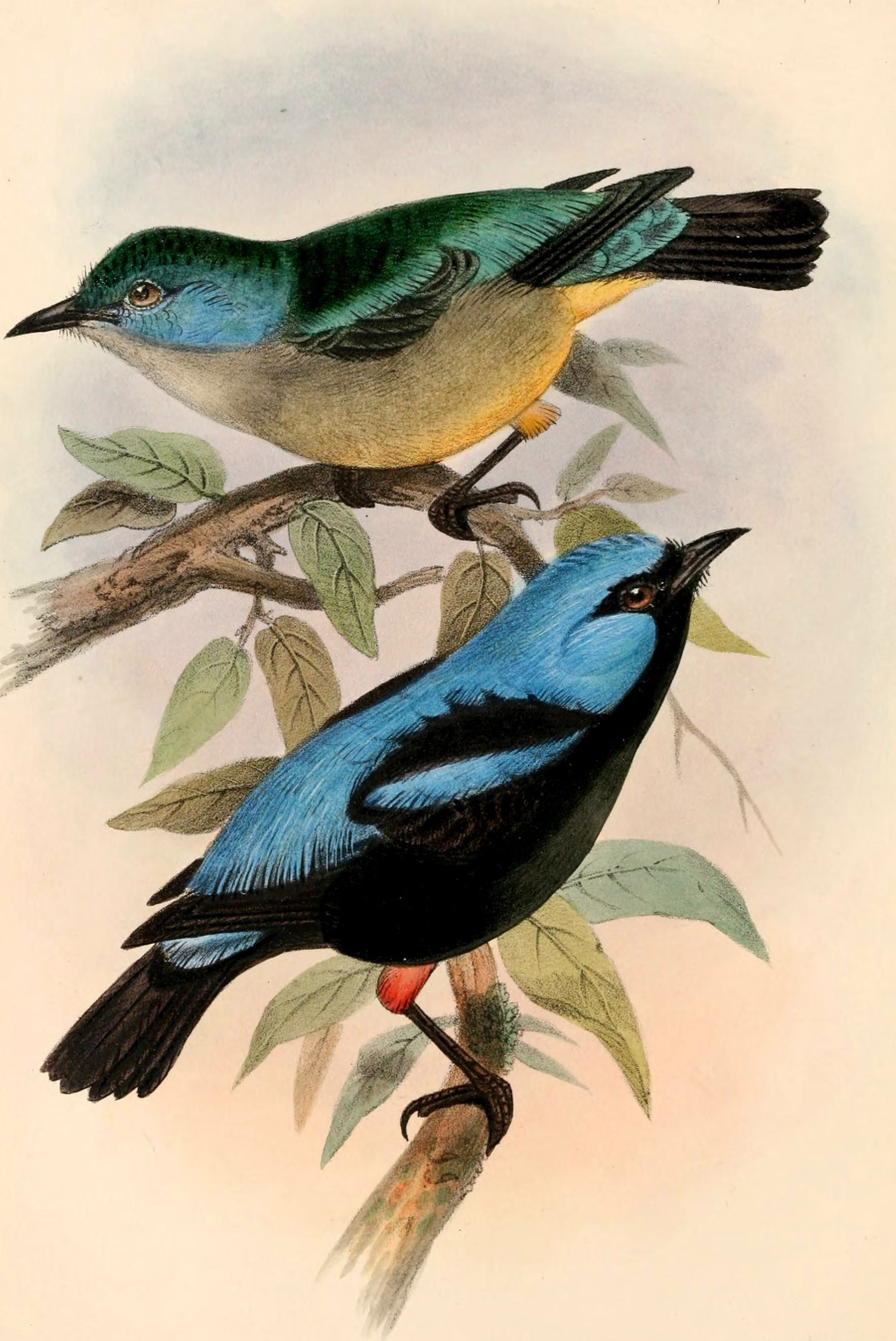
Dacnis venusta, hembra (arriba) y macho (abajo), ilustración de Jennens en The Ibis, 1863.

### Descripción original
La especie T. venusta fue descrita por primera vez por el ornitólogo estadounidense George Newbold Lawrence en 1862 bajo el mismo nombre científico; su localidad tipo es: «Ferrocarril de Panamá, Panamá».

### Etimología
El nombre genérico femenino Dacnis deriva de la palabra griega «daknis», tipo de ave de Egipto, no identificada, mencionada por Hesiquio y por el gramático Sexto Pompeyo Festo; y el nombre de la especie «venusta» deriva del latín  «venustus»: hermoso, bonito.

### Taxonomía
Los amplios estudios filogenéticos recientes demuestran que la presente especie está hermanada a un clado integrado por todas las otras especies de Dacnis.

### Subespecies
Según las clasificaciones del Congreso Ornitológico Internacional (IOC) y Clements Checklist/eBird v.2019 se reconocen dos subespecies, con su correspondiente distribución geográfica:
- Dacnis venusta venusta Lawrence, 1862 – Costa Rica y oeste de Panamá (hasta Chiriquí).
- Dacnis venusta fuliginata Bangs, 1908 – desde el este de Panamá (pendiente caribeña de Darién) hasta el noroeste de Ecuador.